# Szokolay Sándor

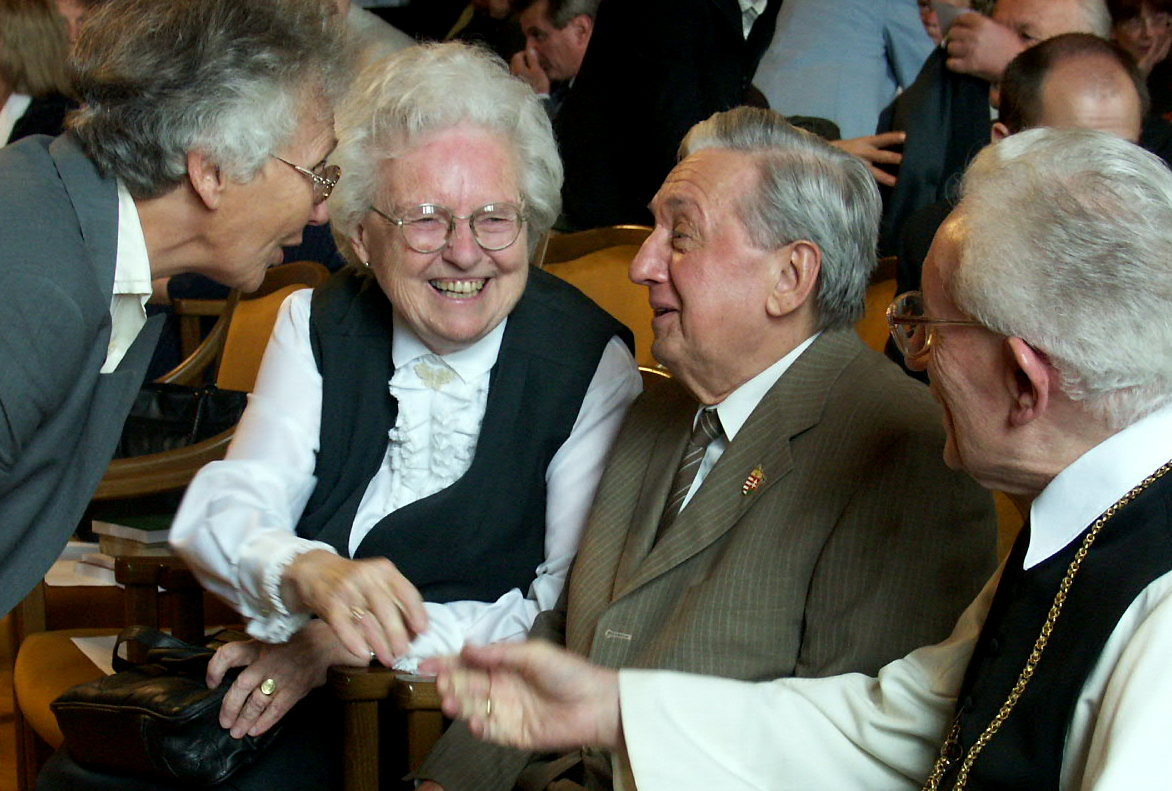
Szokolay Sándor Keresztúry Dezsőné, Szőnyi Erzsébet és Kerekes Károly társaságában, a Magyar Örökség díj átadásakor, 2004

Szokolay Sándor (Kunágota, 1931. március 30. – Sopron, 2013. december 8.) Kossuth-díjas magyar zeneszerző, karmester, egyetemi tanár.

## Életútja
Kunágota egyetlen evangélikus családjában született Szokolay Bálint tisztviselő, műkedvelő muzsikus és Holecska Erzsébet második fiaként. Orosházán már vallásának megfelelő környezetben nevelkedett. Ez nyomot hagyott későbbi vallásos témaválasztásaiban is. Zenei tanulmányait 1947-től a Gulyás György vezette békés–tarhosi zenei gimnáziumban kezdte, ahol 1950-ben érettségizett. 1950-től a Zeneakadémián Szabó Ferenc majd Farkas Ferenc tanítványaként tanult zeneszerzést. Zeneakadémiai tanulmányai alatt már szolfézst tanított a Fővárosi Zeneiskolai Szervezet keretében, a Fodor-féle zeneiskolában (1952–1955). Diplomája megszerzése után, 1957-től 1961-ig a Magyar Rádió zenei lektora és szerkesztője lett, ezt követően független művészként kereste megélhetését.
1966-tól 1994-ig a Liszt Ferenc Zeneművészeti Főiskolán középiskolai énektanár és karvezető, valamint zeneszerzés tanszakán ellenpontot, prozódiát és zeneszerzést tanított, 1982-től egyetemi tanárként. 1994-ben a Zeneakadémiáról vonult nyugdíjba. 1978–1988 között a Magyar Televízió zenei lektora volt. Az MTV Híradójának 1993-1994-es főcímzenéjét ő komponálta.
Rendkívül termékeny és sokoldalú zeneszerzői tevékenysége eredményeképpen számos énekes és hangszeres alkotást írt, életművének gerincét azonban operái alkotják. Művei, különösen operái, külföldön is ismertek. Az 1964-ben komponált Vérnász című operájával egyszeriben közismert lett európai zenei életben is; szövegét tucatnyi nyelvre lefordították és nagy sikerrel mutatták be a világ huszonhárom városában. Kiváló dramaturgiai érzékkel rendelkezett, művei színpadra termettek. A Lorca-tragédia alapján írt, Illyés Gyula által fordított Vérnász (1964) – amit a Zenés TV színház sorozat keretében 1974-ben Mikó András rendezésében a Magyar Televízió is bemutatott – spanyol, a Shakespeare ihlette Hamlet (1968) angol és dán, a Németh László Ótestamentumra épülő drámája inspirálta Sámson (1973) bibliai ihletésű, a Níkosz Kazandzákisz regénye nyomán készült Ecce homo (1984) újgörög passió, a Szávitri (1988) indiai mesén alapul, Lessing Bölcs Náthánja pedig a keresztény-zsidó-muzulmán feszültségek egyetemes hordozója. Hetedik operája, az Árpád-házi Szent Margitról szóló nemzeti opera (Margit, a hazának szentelt áldozat) azonban az első olyan műve, amelyben magyar történelmi témát dolgoz fel (ebből 1995-ben operafilm is készült Márton István és Koltay Gábor rendezésében).
Szokolay Sándor sokat tett azért, hogy az ifjúság komolyzene iránti érdeklődése a könnyűzene térhódítása mellett is megmaradjon. A Vérnászt követő színpadi műve, a Tavaszhozó kislány (1967) is a gyerekek számára íródott (a verseket Balássy László írta Móra Ferenc novellája alapján). Ezenkívül írt még több gyermekoperát: Csalóka Péter, amiből szintén készült tévéfilm, 1979-ben Horváth Ádám rendezésében, Az elégedetlen kishangya (1956), Lalala (1971).
Jellemző az ifjúság iránti pedagógiai elkötelezettségére, hogy már első kísérőzenéjét is egy animációs filmhez, Csermák Tibor 1961-ben készült A Piros pöttyös labda című rövidfilmjéhez írta. A Csillagszemű című, Markos Miklós rendezte mesejátékhoz 1978-ban komponált kísérőzenét.
Letagadhatatlanul vokális ihletésű számos hangszeres szerzeménye is. Több versenyművet is komponált (Zongoraverseny, Hegedűversenyek, Trombitaverseny, Fuvolaverseny, Kettősverseny). Öt balettet, három szimfóniát, száznál is több kamaraművet (Vonósnégyes; Szextett), huszonhét kantátát, oratóriumokat, dalokat és kétszáz kórusművet.
A kommunista korszak alatt sem rejtette véka alá Istenbe vetett hitét. Az 1970-es évektől megszaporodtak egyházi művei (Locarnói motetta; Confessio Augustana; Luther kantáta; stb.). Evangélikus hite ötvöződött a szívből jövő ökumenikus gondolatokkal.
Vulkanikusan kitörő alkotóerejét, ellenállhatatlan hatású, üde, szenvedélyes hangvételét, tehetségét nem lehetett beskatulyázni. Drámai teremtőereje Shakespeare-ével vetekszik, zenei lírája Arany János-i. Műveit át-átszövik a népzene jellegzetességei (pentatónia, modalitás, ritmus), az egyházi népénekek, a középkori gregorián himnuszok, a reneszánsz szófestészet, a barokk variációs és imitációs technika, sőt a tizenkétfokúság és énekbeszéd (recitativo) is, mindez stiláris törés nélkül, tökéletes egységet alkotva. Harmóniavilágában újra és újra megjelennek a jellegzetes mixtúrák – énekes zenéjében a végsőkig tiszteletben tartja a nyelv belső életét, lüktetését, hangsúly- és ritmusvilágát. Nem csak a magyar nyelvre van tekintettel, elmondható ez latin vagy német szövegű műveiről is. Hitet, erőt, égi üzenetet közvetítő összetéveszthetetlen stílusa egyetemessé és örök érvényűvé teszi művészetét, mely jóllehet magába olvasztja Európa mindig megújuló szellemi áramlatait, „mégis győztes, mégis új és magyar”. Alkotásaiból archaikus modernség, képzettársítás-világ, műveltségből fakadó széles palettájú ötlettár, hamis felhangoktól mentes magyarság, mélyen megélt hit sugárzik.
Nem tartozott egyetlen zeneszerzői csoportosuláshoz sem. Véleménye szerint a zeneszerzés eszközeként rendkívül fontos a szakmabeli tudás, de nincs ihletett komponista az Isten adta alkotókészség, tehetség nélkül.
Opusainak száma felül van a négyszázon. Kórusműveiben több mint harminc magyar költő versét zenésítette meg. Szövegválasztása szinte missziót teljesít. Számos művét történelmi múltunk ihlette.
2011-ben, 80 éves korában négyszázadik számozott opuszával lezárta zeneszerzői életművét.

#### Magánélete
1952-ben házasságot kötött Szesztay Sári zongoraművésszel, akitől 1968-ban elvált. 1970-ben dr. Weltler Magdolna bőrgyógyász szakorvost vette feleségül. Gyermekei – Tamás kivételével – valamennyien muzsikusok: Gergely és Balázs zongorista, Ádám fuvolaművész, a második házasságból született Orsolya lánya pedig hegedűművész lett. Házasságon kívül született lánya Kárász Eszter színésznő, előadóművész, akivel élete vége felé került közelebbi kapcsolatba. 
1994-ben Sopronba költözött, ahol még több időt tudott szentelni a komponálásnak és Bécsben élő leányához is közelebb került.

#### Halála
2013. december 8-án soproni otthonában békésen hunyt el. Halála másnapján az Emberi Erőforrások Minisztériuma, Liszt Ferenc Zeneművészeti Egyetem, Művészeti Akadémia és Sopron Város Önkormányzata is saját halottjának nyilvánította. Sopronban, a Balfi úti Evangélikus temetőben van eltemetve (XI csoport, 27-29-es számú sírhely).

## Közéleti tevékenysége
A Magyar Kodály Társaság elnöke (1978), a Fészek Művészklub alelnöke (1980), a budapesti Operabarátok kuratóriumi elnöke (1985), a Magyar Zenei Kamara elnöke (1991-92), a Nemzeti Alapítvány kuratóriumának elnöke (1991–92), a Magyar Művészeti Akadémia tagja (1992).

## Díjai, elismerései
- VIT-díjak (1955, 1957, 1959)
- Wieniawsky-verseny nyertese (Varsó, 1956)
- Munka Érdemérem (1957)
- Erkel Ferenc-díj (1960, 1965)
- Kossuth-díj (1966)
- Érdemes művész (1976)
- Kiváló művész (1988)
- Bartók–Pásztory-díj (1987)
- Magyar Művészetért díj (1993)
- Kölcsey-emlékplakett (1996)
- Magyar Örökség díj (1998)
- Magyar Corvin-lánc (2001)
- Prima díj (2008)
- Artisjus-díj (2011)
- Solymár díszpolgára (2011)

## Főbb művei
- Operák: Vérnász (Federico García Lorca) (1964), Hamlet (Shakespeare) (1968), Sámson (Németh László) (1973), Ecce homo (Níkosz Kazandzákisz) (1984), Margit, a hazának szentelt áldozat (misztériumopera, 1995), Szávitri (1998), Bölcs Náthán (Gotthold Ephraim Lessing) (hangsz.: 1997/98)
- Oratórikus művek: A tűz márciusa (1958), Istár pokoljárása (1960), Néger kantáta (1962), Deploration (1964), Magyar kórusszimfónia (1970), Vitézi ének (1970), Karácsonyi pastoral (1970), Apokalipszis (1971), Pünkösdi ének (1972), Ódon ének (1972), Hódolat Kodálynak (1975), Ady kantáta (1975), Gályarab kantáta (1975), Libellus Ungaricus (1979), Confessio Augustana (1980), Luther kantáta (1983), Magyar zsoltár (1990), Tanúságtétel (1992), Korál-requiem (1992), Szabó Lőrinc kantáta (1996), Hymnus ad honorem Sancti Stephani et Beatae Gisellae (2001), Október végi tiszta lángok (Nagy Gáspár versére, 2008).
- Versenyművek: Hegedűverseny (1957), Zongoraverseny (1958), Trombitaverseny (1968), Fuvolaconcertino (1981), Kettős hegedűverseny (1993), Dublin concert – hegedű (1991)
- Zenekari művek: Ballata Sinfonica (1968), Rapszódia (1978), Concerto (1982), Római szimfónia (1991), … Ergo sum (1994), Első szimfónia (1997), Második szimfónia (1998), harmadik szimfónia (Symphonia Ungarorum – Nagy Gáspár versére, 1999) továbbá balettek
- Kórusciklusok: Missa Pannonica, Aforizmák, Tabernákulum, Quattro Madrigali, Musica Notturna, Tíz József Attila-töredék, Kecskeméti magyar mise stb.
- Szólókantáták: A Minden Titkok Titka (1977), Jeremiáda (1979), Orbis Pictus (1979), Aeternitas temporia (1988), Leben-Natur-Liebe (1988), Palme (1990), Széchenyi miniatűrök (1991), Soproni akvarellek (1976)
- Szólószonáták: hegedűre, fuvolára, gordonkára
- Dalok, kórusművek, kamaraművek, két vonósnégyes, szólóművek zongorára, orgonára, cimbalomra

## Kötetek
- Credo ergo sum. Szokolay Sándorral beszélget Halász Zsuzsa; Kairosz, Budapest, 2004 (Miért hiszek?)
- Hogy is kezdődött?... Levelek a diákévekből. Békés-Tarhos, 1947–1950. Zeneakadémia, 1950–1957; szerk., szöveggond. Szilágyi Ágnes; Legend Art, Sopron, 2017 + CD

## Diszkográfia
- Öt szerzői lemez
- Szerzői CD-lemez 1997-ben